# 読売ランド前駅

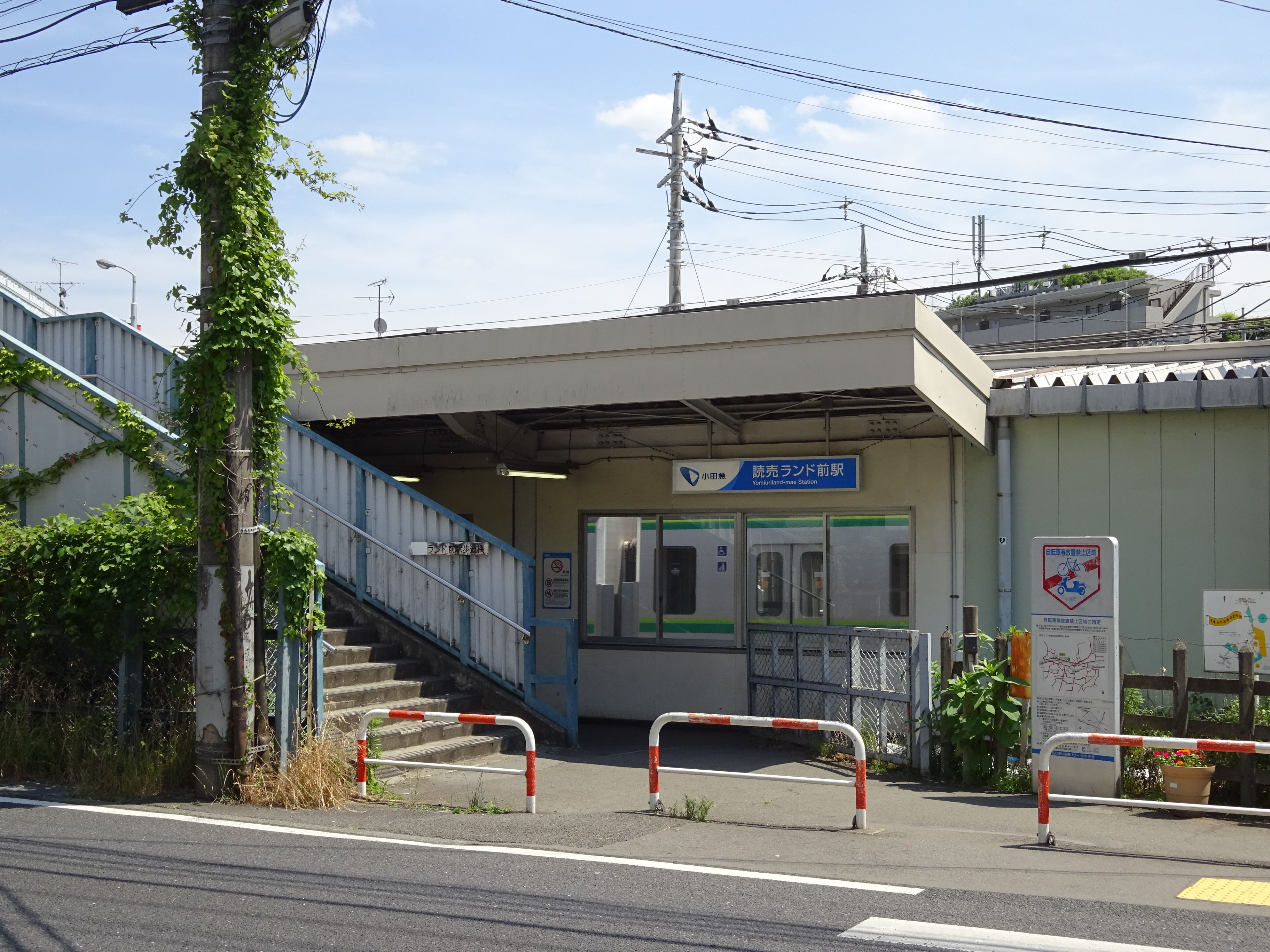
北口（2017年6月）

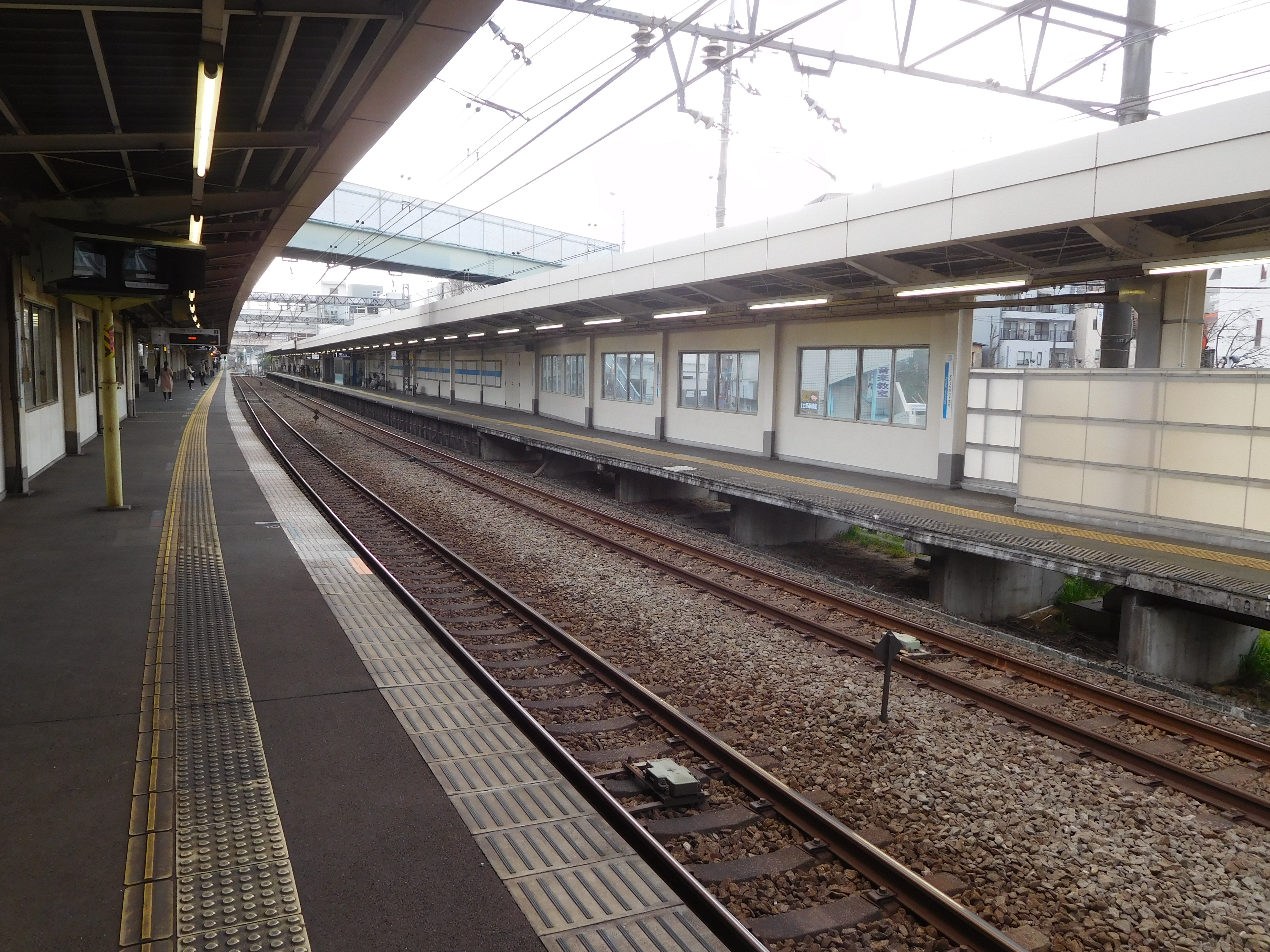
ホーム（2019年3月）

読売ランド前駅（よみうりランドまええき）は、神奈川県川崎市多摩区西生田三丁目にある、小田急電鉄小田原線の駅である。駅番号はOH 21。

## 歴史

### 年表
- 1927年（昭和2年）4月1日：西生田駅（にしいくたえき）として開設[1]。「直通」の停車駅となる。なお、各停は新宿駅 - 稲田登戸駅（現・向ヶ丘遊園駅）間のみであり、当駅には乗り入れていなかった。
- 1937年（昭和12年）9月1日：小田原駅方面行「直通」に限り、停車開始（片瀬江ノ島駅行「直通」は、通過）。
- 1945年（昭和20年）6月：従来、新宿駅 - 稲田登戸駅間のみの運行の各停が全線運行されることとなり、停車駅となる。同時に「直通」廃止。
- 1946年（昭和21年）10月1日：準急新設、停車駅となる。
- 1948年（昭和23年）9月：桜準急新設、停車駅となる。
- 1960年（昭和35年）3月25日：通勤準急新設、停車駅となる。
- 1964年（昭和39年）
  - 3月1日：読売ランド（現・よみうりランド）開園（同年3月19日）に伴い、読売ランド前駅へ改称[2]。
  - 11月5日：快速準急新設、休日のみ停車開始（読売ランド入場客向けの臨時停車）。
- 1978年（昭和53年）3月31日：百合ヶ丘駅・当駅・生田駅を通過する、通称「スキップ準急」（正式名称ではない）が設定され、当該列車に限り、通過駅となる。
- 1990年（平成2年）3月27日：「スキップ準急」廃止、準急全列車停車開始。
- 1995年（平成7年）8月27日：新駅舎完成、使用開始。
- 2004年（平成16年）12月11日：区間準急新設、停車駅となる[3]。
- 2014年（平成26年）1月：OH 21の駅ナンバリング導入、使用開始[4]。
- 2018年（平成30年）3月17日：ダイヤ改正に伴い、通勤準急新設、停車駅となる[5]。

### 駅名の由来
駅開設当時の「西生田」は、現在の「生田駅」が「東生田」という駅名であったことから。1964年（昭和39年）に読売ランドが開園したことから、その最寄駅として「読売ランド前」へ改称された。読売ランドは4年後の1968年（昭和43年）に平仮名表記のよみうりランドへ名称変更しているが、駅名は変更されていない。当駅より後に新設された京王よみうりランド駅は平仮名表記を採用している。

## 駅構造
相対式ホーム2面2線を有する地上駅。上下ホームを連絡する跨線橋があり、エレベーターも併設されている。両ホームに待合室が設置されている。
駅出入口は下りホーム側にある。上りホームには無人改札口がある。始発 - 午前7時までは下りホーム側改札口も駅員無配置となる。

### のりば
| ホーム | 路線     | 方向 | 行先                   |
| ------ | -------- | ---- | ---------------------- |
| 1      | 小田原線 | 下り | 小田原・片瀬江ノ島方面 |
| 2      | 小田原線 | 上り | 新宿・ 千代田線方面    |

- 2013年（平成25年）2月7日に、行先案内表示器が設置された[7]。

## 利用状況
2024年度（令和6年度）の1日平均乗降人員は31,747人である。小田急電鉄70駅の中では第34位。
近年の1日平均乗降・乗車人員の推移は以下の通り。
| 年度               | 1日平均 乗降人員 | 1日平均 乗車人員 | 出典     |
| ------------------ | ---------------- | ---------------- | -------- |
| 1995年（平成07年） |                  | 17,481           | [ * 1 ]  |
| 1996年（平成08年） |                  | 17,277           |          |
| 1997年（平成09年） |                  | 17,269           |          |
| 1998年（平成10年） |                  | 17,055           | [ * 2 ]  |
| 1999年（平成11年） |                  | 16,598           | [ * 3 ]  |
| 2000年（平成12年） |                  | 16,304           | [ * 3 ]  |
| 2001年（平成13年） |                  | 16,231           | [ * 4 ]  |
| 2002年（平成14年） | 32,061           | 16,171           | [ * 5 ]  |
| 2003年（平成15年） | 32,518           | 16,433           | [ * 6 ]  |
| 2004年（平成16年） | 32,426           | 16,401           | [ * 7 ]  |
| 2005年（平成17年） | 32,555           | 16,423           | [ * 8 ]  |
| 2006年（平成18年） | 32,674           | 16,505           | [ * 9 ]  |
| 2007年（平成19年） | 34,061           | 17,172           | [ * 10 ] |
| 2008年（平成20年） | 34,174           | 17,240           | [ * 11 ] |
| 2009年（平成21年） | 33,871           | 17,104           | [ * 12 ] |
| 2010年（平成22年） | 33,960           | 17,160           | [ * 13 ] |
| 2011年（平成23年） | 33,583           | 16,976           | [ * 14 ] |
| 2012年（平成24年） | 34,154           | 17,246           | [ * 15 ] |
| 2013年（平成25年） | 34,529           | 17,408           | [ * 16 ] |
| 2014年（平成26年） | 34,110           | 17,186           | [ * 17 ] |
| 2015年（平成27年） | 35,131           | 17,696           | [ * 18 ] |
| 2016年（平成28年） | 35,412           | 17,845           | [ * 19 ] |
| 2017年（平成29年） | 35,761           | 18,019           | [ * 20 ] |
| 2018年（平成30年） | 36,374           | 18,332           | [ * 21 ] |
| 2019年（令和元年） | 36,082           | 18,198           | [ * 22 ] |
| 2020年（令和02年） | 25,932           | 13,076           | [ * 23 ] |
| 2021年（令和03年） | 27,849           |                  |          |
| 2022年（令和04年） | 29,962           |                  |          |
| 2023年（令和05年） | 31,016           |                  |          |
| 2024年（令和06年） | 31,747           |                  |          |

## 駅周辺
小田急側からのよみうりランド最寄駅であるが、駅付近から運行されている小田急バスで約10分かかる。
同じ施設名を駅名に含む京王相模原線京王よみうりランド駅はよみうりランドを挟んだ北側に位置し、道のりで約3km離れている。
- 日本女子大学附属中学校・高等学校
- 寺尾台団地
- 川崎生田郵便局
- Odakyu OX 読売ランド店
- 多摩自然遊歩道
- 横浜銀行 読売ランド駅前支店
- 川崎信用金庫 読売ランド駅前支店
- 箱根そば 読売ランド前店
- 多摩警察署 読売ランド駅前交番

### バス路線
- 「読売ランド前駅」停留所[12]：いずれも小田急バスにより運行されている。
  - 1番乗り場 - 駅から踏切を渡って北側、日本女子大へ向かう通り沿い東方向にある。
    - 読01・読06系統：寺尾台団地行
    - 読02系統：塚戸経由城下行
    - 読04系統：城下・塚戸経由生田折返場行
    - 読05系統：城下行
    - 系統番号なし：西菅団地行

  - 2番乗り場 - 駅より踏切を渡って北側、日本女子大へ向かう通り沿い西方向にある。
    - 読01系統：よみうりランド行、京王よみうりランド駅行、矢野口駅行　[注釈 1]
    - 読04・読05系統：生田折返場行
    - 読06系統：稲城駅行

  - 3番乗り場 - 駅より踏切を渡って北側、津久井道沿い西方向にある。
    - 新02系統：千代ヶ丘一丁目経由新百合ヶ丘駅行
    - 新03系統：金程経由新百合ヶ丘駅行
    - 系統番号なし：高石経由百合ヶ丘駅行
    - 系統番号なし：高石、百合ヶ丘駅入口経由新百合ヶ丘駅行
    - 読01系統：京王よみうりランド駅行　※早朝1本のみ。大多数は、前述の2番乗り場より発車。

  - 4番乗り場 - 駅より踏切を渡って北側、津久井道沿い東方向にある。
    - 新02・新03系統・系統番号なし：生田折返場行
    - 系統番号なし：登戸営業所行　[注釈 2]
- 「読売ランド前駅西口」停留所（降車専用）[13] - 駅北口近く津久井道沿い西寄りにある。 よみうりランド､高石方面からのバスのみ停車する。

## 隣の駅
小田急電鉄
 小田原線

■快速急行・□通勤急行・■急行
通過
□通勤準急・■準急・■各駅停車（通勤準急は平日朝上りのみ、準急は平日夜下りのみ）
生田駅 (OH 20) - 読売ランド前駅 (OH 21) - 百合ヶ丘駅 (OH 22)